# Reederei Claus-Peter Offen
Reederei Claus-Peter Offen is een Duitse rederij met het hoofdkantoor in Hamburg.
De onderneming werd in 1971 opgericht door Claus-Peter Offen, de jongste zoon van de Hamburgse reder Emil Offen. 
Tegenwoordig beheert de rederij een moderne vloot van zo'n 70 containerschepen variërend van 1500 tot 9700 TEU. Er is een grote uitbreiding aan de gang om in 2011 tot een vloot te komen van 130 schepen. De schepen worden vercharterd aan grote rederijen als Maersk en MSC.
Jarenlang was Claus-Peter Offen de grootste particuliere opdrachtgever van de Duitse werven. Hij heeft zo'n 35 schepen laten bouwen in Bremerhaven, Emden en Lübeck. Tegenwoordig worden de schepen in Zuid-Korea gebouwd bij werven als Hyundai Heavy Industries in Ulsan en Samsung Heavy Industries in Koje. 
Sinds 2007 is de onderneming ook in de chemicaliën- en productentankvaart gestapt. Daartoe werden bij de Zuid-Koreaanse Hyundai Mipo Dockyard acht tankers van 36.000 dwt en acht tankers van 52.000 dwt besteld die vanaf 2008 opgeleverd worden